# Halimococcus lampas
Halimococcus lampas är en insektsart som beskrevs av Cockerell 1902. Halimococcus lampas ingår i släktet Halimococcus och familjen Halimococcidae. Inga underarter finns listade i Catalogue of Life.